# Megarine
Megarine är en ort i Algeriet.   Den ligger i provinsen Ouargla, i den nordöstra delen av landet, 500 km sydost om huvudstaden Alger. Megarine ligger 68 meter över havet och antalet invånare är 31 711.
Terrängen runt Megarine är mycket platt. Runt Megarine är det mycket glesbefolkat, med 2 invånare per kvadratkilometer. Närmaste större samhälle är Touggourt, 10,0 km söder om Megarine. Trakten runt Megarine är ofruktbar med lite eller ingen växtlighet.